# Torneo de Dalian 2017
El Dalian Women's Tennis Open 2017 fue un torneo de tenis profesional jugado en canchas duras. Se trata de la tercera edición del torneo, que es parte de la WTA 125s de 2017. Se llevó a cabo en Dalian, China, entre el 5 de septiembre al 10 de septiembre de 2017.

## Cabezas de serie

### Individuales
| Tenista          | Ranking | Preclasificada |
| Duan Yingying    | 92      | 1              |
| Danka Kovinić    | 106     | 2              |
| Zarina Diyas     | 109     | 3              |
| Chang Kai-chen   | 113     | 4              |
| Kateryna Kozlova | 118     | 5              |
| Han Xinyun       | 124     | 6              |
| Yanina Wickmayer | 129     | 7              |
| Jana Fett        | 131     | 8              |
| Arina Rodionova  | 134     | 9              |

- Ranking del 28 de agosto de 2017

### Dobles
| Tenista                        | Ranking | Preclasificada |
| Monique Adamczak Storm Sanders | 169     | 1              |
| Han Xinyun Jessica Moore       | 191     | 2              |
| Dalila Jakupović Danka Kovinić | 211     | 3              |
| Jiang Xinyu Lu Jiajing         | 259     | 4              |

## Campeonas

### Individuales femeninos
Kateryna Kozlova venció a  Vera Zvonareva por 6-4, 6-2

### Dobles femenino
Lu Jingjing /  You Xiaodi vencieron a  Guo Hanyu /  Ye Qiuyu por 7-6(2), 4-6, [10-5]